# Ali Samadi Ahadi

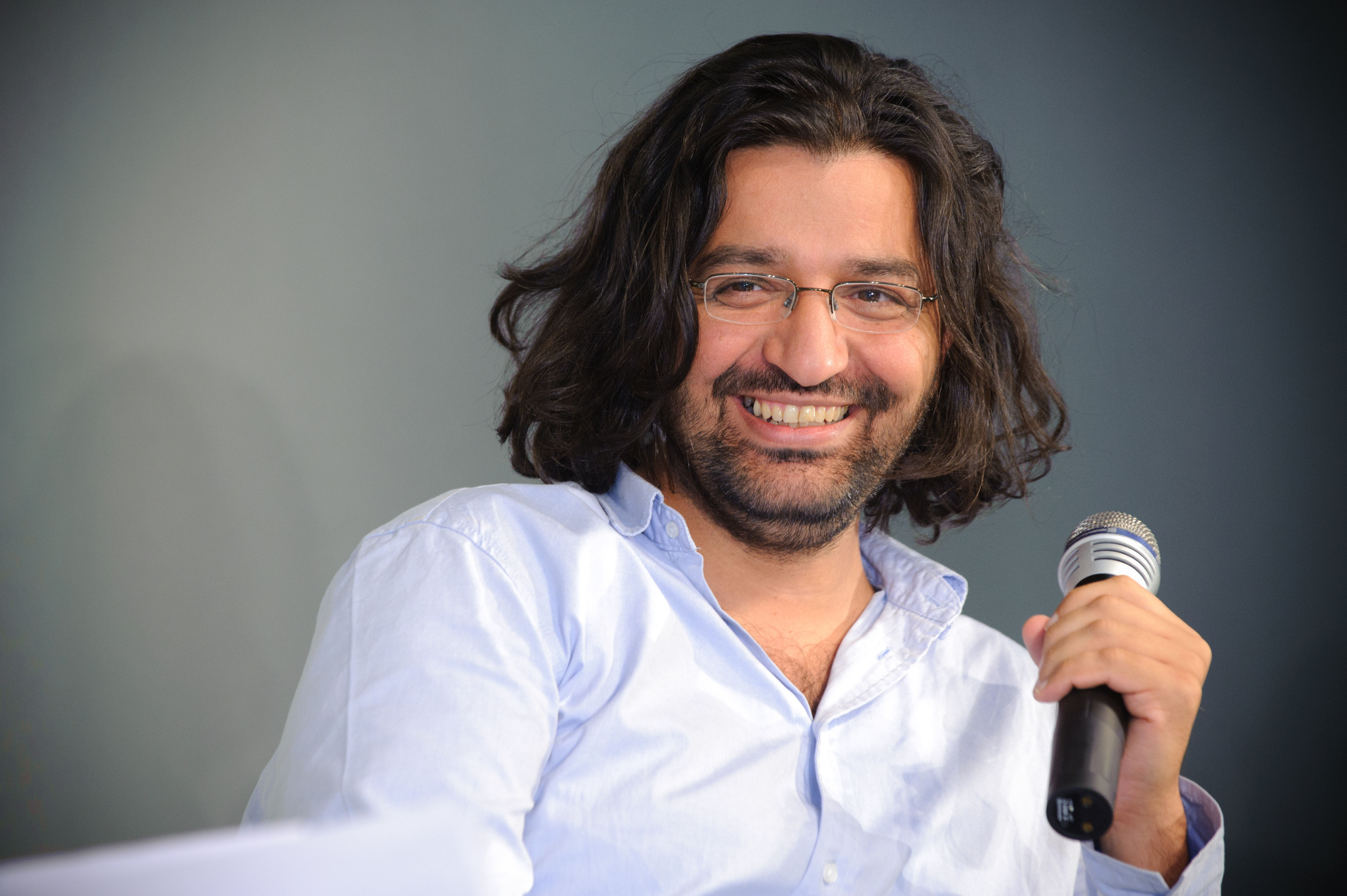
Ali Samadi Ahadi (2010)

Ali Samadi Ahadi (* 9. Februar 1972 in Täbris, Iran) ist ein deutscher Regisseur, Drehbuchautor und Filmeditor iranischer Herkunft.

## Leben

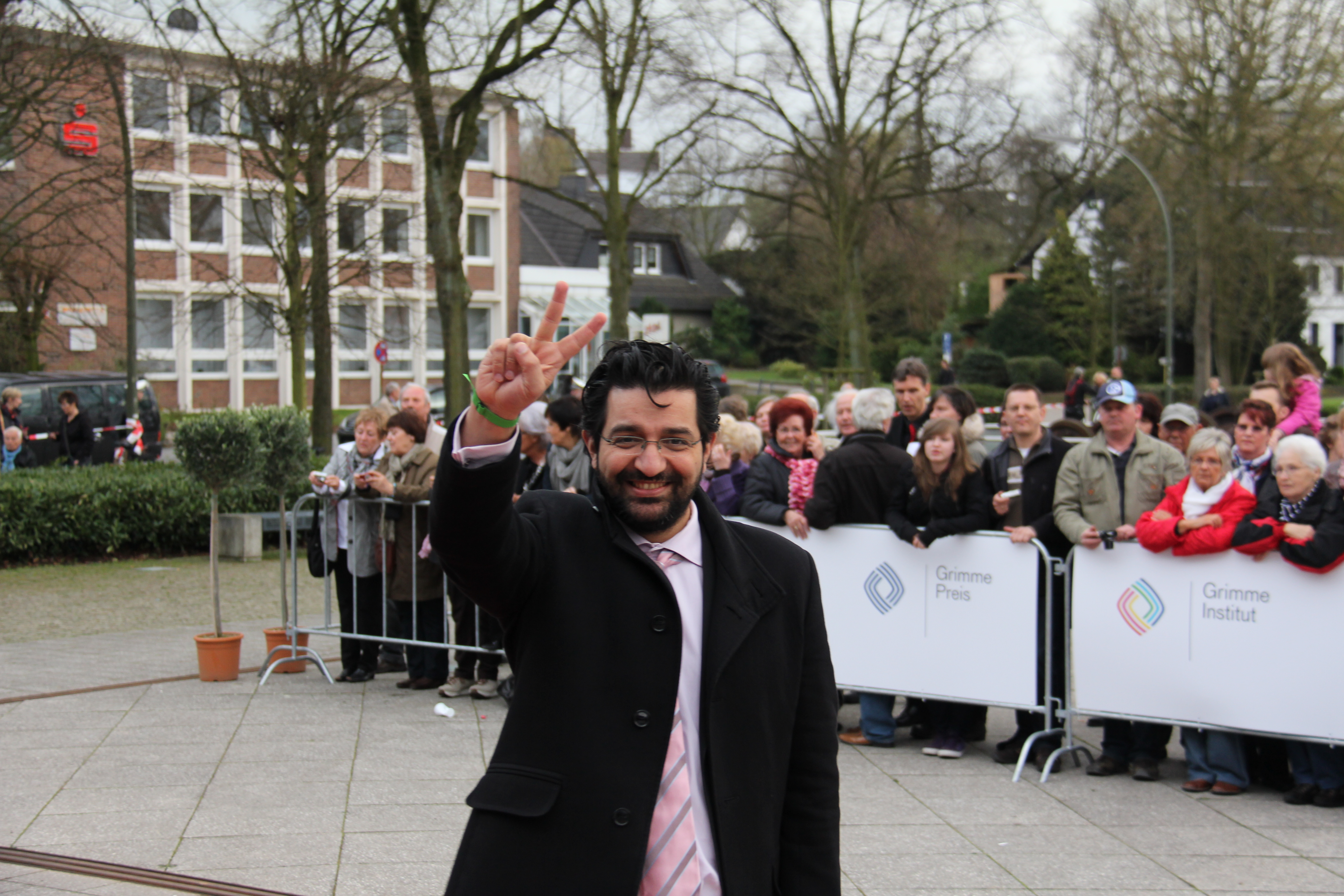
Ali Samadi Ahadi bei der Grimme-Preis-Verleihung 2011

Ali Samadi, geboren in Täbris (Iran), floh infolge des  Ersten Golfkriegs, in dem er als Kindersoldat zwangsrekrutiert werden sollte, im August 1985 ohne Eltern aus seiner Heimat nach Deutschland. 1992 legte er in Hannover an der Leibnizschule das Abitur ab. Anschließend studierte Ali Samadi Sozialwissenschaften an der Universität Hannover, Design für elektronische Medien an der Fachhochschule Hannover und als Gaststudierender Visuelle Kommunikation mit Schwerpunkt Film und Fernsehen an der Kunsthochschule Kassel, alle Studiengänge brach er 1997 ab. Seit 2000 arbeitet Ali Samadi als freier Regisseur, Drehbuchautor und Editor.
Für seine Dokumentation Lost Children über das Schicksal von Kindersoldaten im Konflikt zwischen ugandischen Regierungstruppen und Rebellen erhielt Ali Samadi Ahadi 2006 den Deutschen Filmpreis in der Kategorie Bester Dokumentarfilm.
2009 legte Samadi, der heute in Köln lebt, seine Culture-Clash-Komödie Salami Aleikum vor, mit der er unter anderem den Preis der deutschen Filmkritik als „Bestes Spielfilmdebüt“ und den NDR-Filmpreis für den Nachwuchs beim 20. Internationalen Filmfest Emden-Norderney gewann. 2010 folgte die 52-minütige Fernsehdokumentation Iran: Elections 2009 über die Proteste nach den iranischen Präsidentschaftswahlen 2009, für die er 2011 mit dem Grimme-Preis ausgezeichnet wurde. Unter dem Titel The Green Wave kam 2011 eine 80-minütige Fassung des Films in die Kinos und lief beim Sundance Film Festival im Wettbewerb „World Cinema Documentary“. Seit Oktober 2012 ist Samadi Gründungsmitglied der Akademie der Künste der Welt in Köln.

## Filmografie (Auswahl)

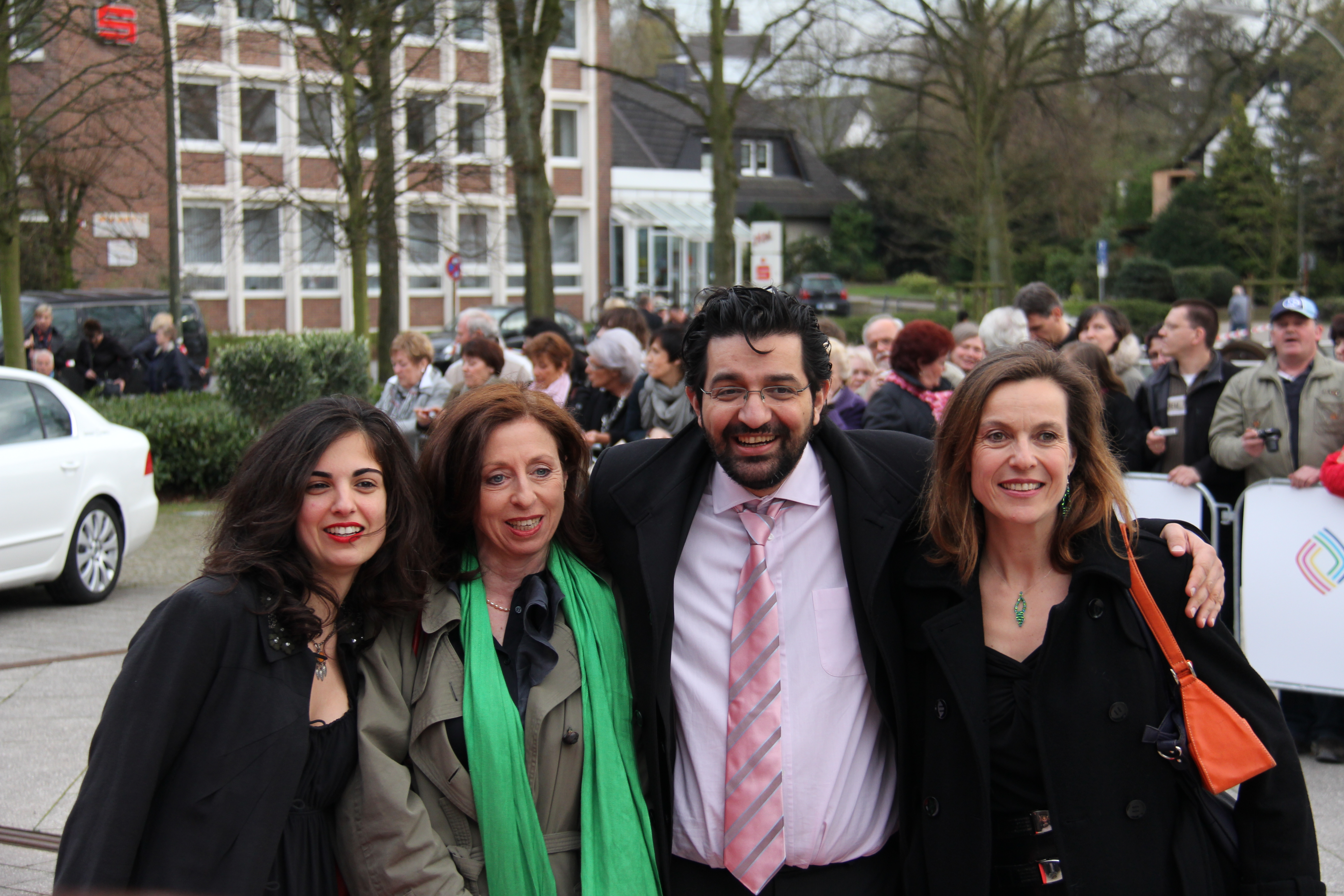
Team des Dokumentation Iran: Elections 2009 bei der Grimme-Preis-Verleihung 2011

- 1992: Leipziger Allerlei (Kurzfilm, zusammen mit Nils Loof und Rasmus Sievers)
- 1996: Geburtstag mit der Omi (Kurzfilm)
- 1996: Nickerchen , Pit Przygodda (Musikvideo, zusammen mit Nils Loof)
- 1998: Goodbye Matze (Kurzfilm)
- 2003: Culture Clan (Dokumentarfilm)
- 2004: Lost Children (Dokumentarfilm, zusammen mit Oliver Stoltz)
- 2009: Salami Aleikum
- 2010: Iran: Elections 2009 (TV-Dokumentation)
- 2011: The Green Wave (Dokumentarfilm)
- 2013: 45 Minuten bis Ramallah
- 2014: Pettersson und Findus – Kleiner Quälgeist, große Freundschaft
- 2014: Die Mamba
- 2016: Pettersson und Findus – Das schönste Weihnachten überhaupt
- 2017: Teheran Tabu
- 2018: Pettersson und Findus – Findus zieht um
- 2021: Peterchens Mondfahrt
- 2022: Die Mucklas und wie sie zu Pettersson und Findus kamen
- 2024: Sieben Tage (Haft Rooz)